# Memorii de război – Amintiri din luptele de la Turtucaia. Pirin Planina (episoduri tragice și comice din captivitate)
Memorii de război – Amintiri din luptele de la Turtucaia. Pirin Planina (episoduri tragice și comice din captivitate) este titlul unui volum de literatură memorialistică scrisă de George Topîrceanu referitoare la Primul Război Mondial. Sub acest titlu, amintirile lui Topîrceanu au fost reunite și republicate de către Editura Humanitas în anul 2014 în colecția Vintage.  Aceleași amintiri fuseseră reunite în anul 2006 sub titlul de Evocări de război. Turtucaia. Pirin Planina de către Editura Scripta, în colecția Oglinzile istoriei.
La baza acestor volume stau amintirile scriitorului George Topîrceanu din Campania anului 1916 și din prizonieratul din Bulgaria. Acestea au fost publicate în ediții princeps seriate, mai întâi la București în anul 1918 cu titlul de Amintiri din luptele de la Turtucaia și ulterior la Iași în anul 1920 cu titlul În ghiara lor... Amintiri din Bulgaria și schițe ușoare. Cu mici modificări și articulate într-un cadru mai amplu, schițele publicate în 1920 au fost reluate de autor la București în 1936 cu titlul Pirin-Planina, epizoduri tragice și comice din captivitate.

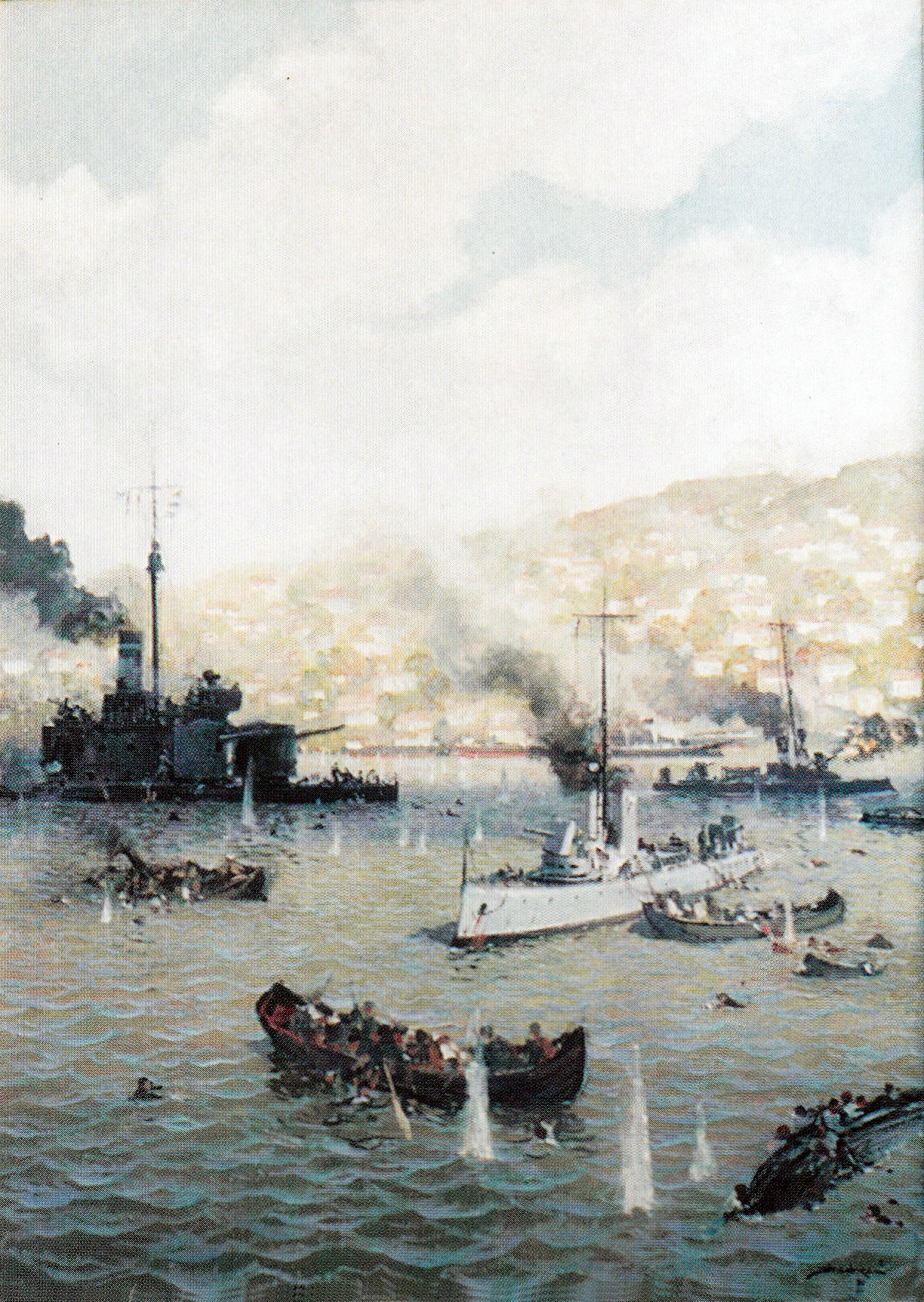
Lupta de la Turtucaia, pictură de Dimitrie Știubei

## Origine
Mobilizat ca subofițer de artilerie după Intrarea României în Primul Război Mondial la fortificațiile Turtucaiei, Topîrceanu a luat parte la Bătălia de la Turtucaia și a căzut prizonier de război la bulgari în primele zile ale lunii septembrie 1916.